# بارا ساولا
بارا ساولا (به لاتین: Bara Saula) یک روستا در بنگلادش است که در استان باریسال و در ناحیه پیروج‌پور واقع شده است.